# Chuyer
 Chuyer  es una población y comuna francesa, situada en la región de Auvernia-Ródano-Alpes, departamento de Loira, en el distrito de Saint-Étienne y cantón de Pélussin.

## Demografía
| 411 | 383 | 372 | 423 | 457 | 587 |
| Para los censos de 1962 a 1999 la población legal corresponde a la población sin duplicidades (Fuente: INSEE [Consultar]) |     |     |     |     |     |